# Cyrielle Clair
Pour les articles homonymes, voir Clair.
Cyrielle Besnard, dite Cyrielle Clair, est une actrice française née le 1er décembre 1955 à Paris.

## Biographie
Cyrielle Besnard, dite Cyrielle Clair, naît le 1er décembre 1955 à Paris.
En 1980, elle joue son premier rôle au cinéma dans Tusk, un film d'Alejandro Jodorowsky. Un an plus tard, elle incarne Alice Ancelin, la maîtresse de Josselin Beaumont, interprété par Jean-Paul Belmondo, dans Le Professionnel, de Georges Lautner (dans le générique, son nom est orthographié Cyrielle Claire). Elle a aussi joué dans des films étrangers au cours de sa carrière.
En 2001, la ministre de la Culture Catherine Tasca la nomme chevalier dans l'ordre des Arts et des Lettres.

## Filmographie

### Cinéma

#### Longs métrages
- 1978 : Le Dernier amant romantique de Just Jaeckin : une assistante d'Elisabeth
- 1980 : Tusk d'Alejandro Jodorowsky : Elise
- 1981 : Le Professionnel de Georges Lautner : Alice Ancelin
- 1982 : Dragon Blood (Long Xue) de John Liu : Pauline
- 1983 : La Belle Captive d'Alain Robbe-Grillet : Sara Zeitgeist
- 1983 : L'Été de nos quinze ans de Marcel Jullian : Martine
- 1984 : L'Épée du vaillant (Sword of the Valiant: The Legend of Sir Gawain and the Green Knight) de Stephen Weeks : Princesse Linet
- 1984 : Le Joli cœur de Francis Perrin : Nina Lemonnier
- 1985 : Nom de code : Émeraude (Code Name : Emerald) de Jonathan Sanger (en) : Claire Jouvet
- 1987 : Contrôle (Control) de Giuliano Montaldo : Laura Swanson
- 1995 : Les Misérables de Claude Lelouch : la comtesse du bal
- 1996 : Metalmeccanico e parrucchiera in un turbine di sesso e di politica de Lina Wertmüller : Anitina
- 2001 : Mona Saber d'Abdelahai Laraki : Francine
- 2001 : Le Roman de Lulu de Pierre-Olivier Scotto : Jeanne
- 2003 : Les Gaous d'Igor Sekulic : Madame Bricard
- 2004 : Killer Weekend de Fabien Pruvot : Sasha Talbot
- 2004 : Shem de Caroline Reboh : Liz
- 2004 : Triple Agent d'Éric Rohmer : Maguy
- 2003 : San-Antonio de Frédéric Auburtin : Madame Chapon
- 2004 : Les Parisiens de Claude Lelouch : Patricia
- 2006 : Incontrôlable de Raffy Shart : Grâce
- 2008 : Sans état d'âme de Vincenzo Marano : Camille
- 2008 : Les Randonneurs à Saint-Tropez de Philippe Harel : Tiffany
- 2016 : Frantz de François Ozon : la mère d'Adrien
- 2025 : Ad vitam de Rodolphe Lauga : La mère de Léo

#### Courts métrages
- 2002 : Nuit d'argent de Michaël Donio : la comtesse
- 2009 : Le Mirage de Fabien Pruvot
- 2015 : Les Anciens l'appelaient Chaos de Matthieu Moerlen : Madeleine, la femme de Pierre
- 2020 : Closing Night de Matthieu Moerlen : la psy

### Télévision
- 1978 : Au théâtre ce soir : 
  - Jérôme des nuages de Guillaume Hanoteau, mise en scène Jacques Mauclair, réalisation Pierre Sabbagh, Théâtre Marigny  : Gisèle
  - Miam-miam ou le Dîner d'affaires de Jacques Deval, mise en scène Jean Le Poulain, réalisation Pierre Sabbagh, Théâtre Marigny : Nora Viaur
- 1980 : Les Amours des années folles (série télévisée), épisode 6 L'Homme à l'Hispano de Boramy Tioulong : Stéphane
- 1980 : L'Inspecteur mène l'enquête (série télévisée), épisode 32 L'Epave de Karel Prokop
- 1982 : Les Amours des années grises (série télévisée), épisode Histoire d'un bonheur de Marion Sarraut : Lucie Grandidier Kervoal
- 1984 : Emmenez-moi au théâtre (série télévisée) : Amphitryon 38 de Jean Giraudoux, mise en scène Claude Barma : Alcmène
- 1984 : Emmenez-moi au théâtre (série télévisée) : Le Préféré de Barillet et Grédy, mise en scène André Flédérik : Odile
- 1985 : Emmenez-moi au théâtre (série télévisée) : Angelo, tyran de Padoue de Victor Hugo, mise en scène Jean-Paul Carrère : Catarina Bargadini
- 1986 : Le 11ème commandement de Michael Anderson
- 1986 : Les Liens du sang (Väter und Söhne - Eine deutsche Tragödie) de Bernhard Sinkel (mini-série) : Anni
- 1986 : Vengeance (Sword of Gideon) de Michael Anderson (téléfilm) : Jeanette Von Lesseps
- 1987 : Top Kids de Michael Pfleghar (téléfilm) : Louise Sarazin
- 1988 : Tableau en cavale (Hot Paint) de Sheldon Larry (téléfilm) : Dominique
- 1988 : Due Fratelli de Alberto Lattuada (mini-série) : Anna Barberi
- 1989 : Mon dernier rêve sera pour vous de Robert Mazoyer (mini-série) : Juliette Récamier
- 1990-1991 : Force de frappe (série en 24 épisodes) : Nicole Beaumont
- 1991 : À la vie, à l'amour d'Étienne Périer (téléfilm) : Claire
- 1991 : Top Kids de Michael Pfleghar
- 1995 : Une aspirine pour deux de Patrick Bureau (téléfilm) : Linda Christie
- 1999 : Marie Fransson (série télévisée), épisode 2 Positif de Jean-Pierre Vergne : Isabelle Rioux
- 1999 : Jamais sans toi de Daniel Janneau (téléfilm) : Claire
- 2001 : Tessa à la pointe de l'épée (Queen of Swords) (mini-série), épisode 18 The Pretender de Peter Ellis : Paloma Rey
- 2001 : Louis la Brocante (série télévisée), saison 4, épisode 2 Louis et la belle soyeuse de Marion Sarraut : Paloma
- 2001 : Cazas d'Yves Boisset (téléfilm) : Diane
- 2002 : Inspector Gadget's Last Case : Claw's Revenge de Michael Maliani (téléfilm) : voix
- 2003 : Joséphine, ange gardien (série télévisée), saison 7, épisode 3 Belle à tout prix de Patrick Malakian : Catherine
- 2005 : L'Ombre d'un crime de Jean Sagols (téléfilm) : Alberte de Vildrac
- 2005 : Commissaire Moulin (série télévisée), saison 7, épisode 5 Kidnapping d'Yves Rénier : Claire
- 2006 : La Femme et le pantin d'Alain Schwarzstein (téléfilm) : Paola
- 2009 : Aïcha (série télévisée) de Yamina Benguigui : Albane Granger
- 2010 : Affaires étrangères (série télévisée), épisode 1 République dominicaine de Vincenzo Marano : Catherine de Saint-Rémy
- 2010 : Vieilles Canailles d'Arnaud Sélignac (téléfilm) : Dominique
- 2010 : Un mari de trop de Louis Choquette (téléfilm) : Victoire Altmeyer
- 2011 : Aïcha 2: Job à tout prix de Yamina Benguigui : Albane Granger
- 2011 : Aïcha 2: La Grande débrouille de Yamina Benguigui : Albane Granger
- 2011 : Belmondo, itinéraire… de Vincent Perrot et Jeff Domenech (téléfilm) : elle-même
- 2012 : Missing (série télévisée), épisode 2 The Hard Drive de Steve Shill : Sylvie Deveau

## Doublage

### Cinéma

#### Films
- Carina Lau dans :
  - Détective Dee : Le Mystère de la flamme fantôme (2011) : l'impératrice Wu Zetian
  - Détective Dee 2 : La Légende du dragon des mers (2013) : l'impératrice Wu Zetian
  - Détective Dee 3 : La Légende des Rois célestes (2018) : l'impératrice Wu Zetian
- 2008 : L'Œil du mal : la voix du super ordinateur ARIIA (Julianne Moore)

#### Films d'animation
- 2007 : Bee Movie : Drôle d'abeille : Janet Benson
- 2009 : Monstres contre Aliens : Wendy Murphy, la mère de Susan

### Télévision

#### Téléfilms
- 2020 : La famille du péché : maman (Cathy Moriarty)

#### Séries d'animation
- 2024 : Transformers: EarthSpark : Terratronus

## Théâtre
- 1981 : L'Amour de l'amour de Molière, La Fontaine, Apulée, mise en scène Jean-Louis Barrault, théâtre Renaud-Barrault
- 1984 : Angelo, tyran de Padoue de Victor Hugo, mise en scène Jean-Louis Barrault, théâtre Renaud-Barrault, Catarina
- 1988 : La guerre de Troie n'aura pas lieu de Jean Giraudoux, mise en scène Raymond Gérôme, Comédie-Française, Hélène
- 1992 : Une aspirine pour deux de Woody Allen, mise en scène Francis Perrin, Théâtre Saint-Georges, Linda
- Les Voyageurs de Nietzsche et Lou Andreas-Salomé, Espace Cardin, Lou
- 1999 : Se trouver de Luigi Pirandello, mise en scène Jean-Claude Amyl, Espace Cardin, Donata Genzi
- 2001 : Une femme parfaite de Roger Hanin, mise en scène de l'auteur, théâtre Marigny, Marianne
- 2009 : Grasse Matinée de René de Obaldia, mise en scène Thomas Le Douarec, théâtre des Mathurins
- 2011 : Réactions en chaîne de Jean-Marc Longval, Éric Carrière et Smaïn, mise en scène Pascal Légitimus, tournée
- 2011 : Un mari idéal d'Oscar Wilde, mise en scène Isabelle Rattier, Théâtre Tête d'or
- 2012 : Le Kid de Hippolyte Wouters, mise en scène Alain Carré, Théâtre Les Salons (Genève)
- 2013 : Ninon Lenclos ou la liberté de Hippolyte Wouters, mise en scène Cyrielle Clair, Théâtre des Mathurins puis Avignon off 2014, sur des scènes de la vie de Ninon de Lenclos
- 2019 : Marlène is back au Théâtre de la Tour Eiffel

## Distinctions
- Commandeur de l'ordre des Arts et des Lettres le 10 février 2016[2].